# Ross, Texas
Ross là một thành phố thuộc quận McLennan, tiểu bang Texas, Hoa Kỳ. Năm 2010, dân số của xã này là 283 người.

## Dân số
- Dân số năm 2000: 228 người.
- Dân số năm 2010: 283 người.